# ژوزف پل-بونکور
ژوزف پل-بونکور (انگلیسی: Joseph Paul-Boncour؛ زادهٔ ۴ اوت ۱۸۷۳ – درگذشتهٔ ۲۸ مارس ۱۹۷۲) یک سیاست‌مدار اهل فرانسه بود که از ۱۸ دسامبر ۱۹۳۲ تا ۳۱ ژانویه ۱۹۳۳ نخست‌وزیر این کشور بود.
پل-بونکور در ۲۸ مارس ۱۹۷۲، در سن ۹۸ سالگی در پاریس درگذشت.